# Géodynamique des exoplanètes terrestres
 (juillet 2025).
La mise en forme du texte ne suit pas les recommandations de Wikipédia : il faut le « wikifier ».
Les points d'amélioration suivants sont les cas les plus fréquents. Le détail des points à revoir est peut-être précisé sur la page de discussion.
- Les titres sont pré-formatés par le logiciel. Ils ne sont ni en capitales, ni en gras.
- Le texte ne doit pas être écrit en capitales (les noms de famille non plus), ni en gras, ni en italique, ni en « petit »…
- Le gras n'est utilisé que pour surligner le titre de l'article dans l'introduction, une seule fois.
- L'italique est rarement utilisé : mots en langue étrangère, titres d'œuvres, noms de bateaux, etc.
- Les citations ne sont pas en italique mais en corps de texte normal. Elles sont entourées par des guillemets français : « et ».
- Les listes à puces sont à éviter, des paragraphes rédigés étant largement préférés. Les tableaux sont à réserver à la présentation de données structurées (résultats, etc.).
- Les appels de note de bas de page (petits chiffres en exposant, introduits par l'outil «  Source ») sont à placer entre la fin de phrase et le point final[comme ça].
- Les liens internes (vers d'autres articles de Wikipédia) sont à choisir avec parcimonie. Créez des liens vers des articles approfondissant le sujet. Les termes génériques sans rapport avec le sujet sont à éviter, ainsi que les répétitions de liens vers un même terme.
- Les liens externes sont à placer uniquement dans une section « Liens externes », à la fin de l'article. Ces liens sont à choisir avec parcimonie suivant les règles définies. Si un lien sert de source à l'article, son insertion dans le texte est à faire par les notes de bas de page.
- La présentation des références doit suivre les conventions bibliographiques. Il est recommandé d'utiliser les modèles {{Ouvrage}}, {{Chapitre}}, {{Article}}, {{Lien web}} et/ou {{Bibliographie}}. Le mode d'édition visuel peut mettre en forme automatiquement les références.
- Insérer une infobox (cadre d'informations à droite) n'est pas obligatoire pour parachever la mise en page.

Pour une aide détaillée, merci de consulter Aide:Wikification.
Si vous pensez que ces points ont été résolus, vous pouvez retirer ce bandeau et améliorer la mise en forme d'un autre article.
 (juillet 2025).

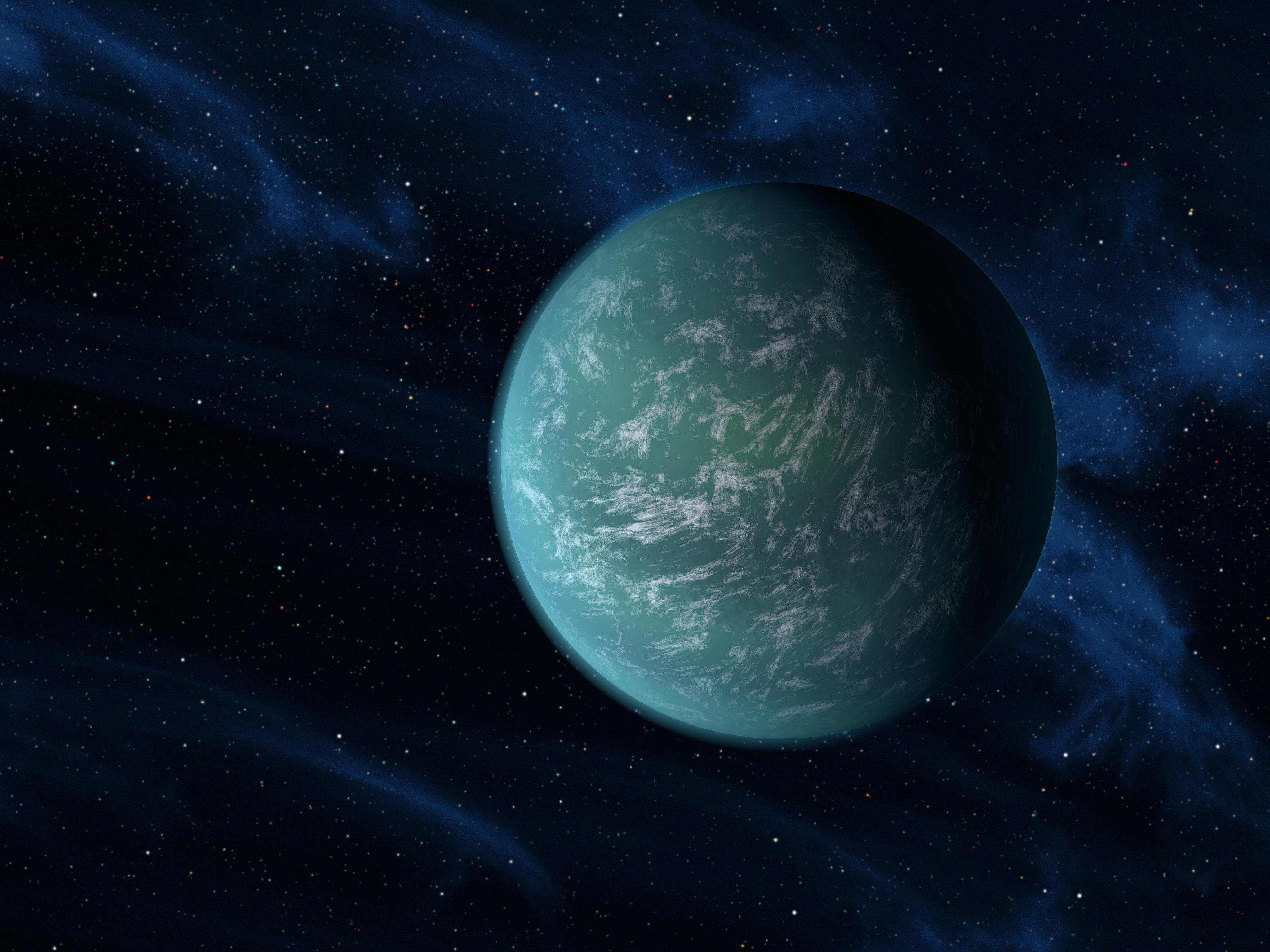
Croquis artistique de Kepler-22b, une exoplanète récemment découverte avec une masse comparable (plus ou moins de 10 masses terrestres) à celle de la planète Terre.

La découverte d'exoplanètes de la taille de la Terre a encouragé de nombreuses recherches sur leur potentiel d’habitabilité. L’une des conditions généralement admises pour qu'une planète soit propice à la vie est une lithosphère mobile qui se fracture et se recycle cycliquement en un manteau à convection vigoureuse. Ce processus est plus communément appelé la tectonique des plaques .Ce processus fournit un moyen de régulation géochimique des particules atmosphériques, ainsi que d’élimination du carbone de l’atmosphère, permettant ainsi plus facilement l'émergence de formes de vie. La tectonique des plaques permet entre autres d’éviter un effet de serre incontrôlable qui peut entraîner des températures de surface inhospitalières et la vaporisation de l’eau liquide de surface. 
Les planétologues ne sont pas parvenus à un consensus sur la question de savoir si les exoplanètes semblables à la Terre ont une tectonique des plaques, mais il est largement admis que la probabilité d'une tectonique des plaques sur une exoplanète semblable à la Terre se détermine en fonction du rayon planétaire, de la température initiale lors de la coalescence, de l'insolation et de la présence ou de l'absence d'eau à l'état liquide à la surface surface,,,.

## Régimes géodynamiques potentiels des exoplanètes
Afin de caractériser le régime géodynamique d’une exoplanète semblable à la Terre, l’hypothèse de base est qu’une telle planète est semblable à la Terre ou « rocheuse ». Cela implique l'hypothèse d'une stratigraphie à trois couches (du centre à la surface) d'un noyau de fer partiellement fondu, d'un manteau de silicate qui convecte sur des échelles de temps géologiques et d'une lithosphère de silicate relativement froide et cassante. En considérant ces paramètres, le régime géodynamique à un moment donné de l’histoire géologique de la planète est susceptible d’appartenir à l’une des trois catégories suivantes[réf. nécessaire] :

### Tectonique des plaques
Le manteau d'une planète avec une tectonique des plaques possède des forces motrices qui dépassent la limite d'élasticité de la lithosphère fragile, provoquant la fracture de la lithosphère en plaques qui se déplacent les unes par rapport aux autres,. Un aspect critique du système de la tectonique des plaques est que ces plaques lithosphériques deviennent plus dense que le manteau à un moment donné de leur évolution, s'enfonçant alors dans ce dernier. Le déficit de masse de surface est alors compensé par la formation de nouvelles plaques ailleurs par le biais de panaches mantelliques ascendants. La tectonique des plaques est un processus géologique efficace de transfert de chaleur de l’intérieur de la planète vers la surface. La Terre est  actuellement la seule planète sur laquelle la tectonique des plaques est connue, bien que des preuves aient été présentées selon lesquelles la lune de Jupiter , Europe, subit une forme de tectonique des plaques analogue à celle de la Terre.

### Couvercle stagnant
Un régime de couvercle stagnant se produit lorsque les forces motrices du manteau ne dépassent pas la limite d'élasticité lithosphérique, ce qui donne lieu à une seule plaque rigide continue recouvrant le manteau. Les couvercles stagnants ne se développent que lorsque le contraste de viscosité entre la surface et l'intérieur planétaire dépasse environ quatre ordres de magnitude.

### Tectonique épisodique
La tectonique épisodique est un terme général désignant un régime géodynamique qui possède des aspects à la fois de la tectonique des plaques et de la dynamique des couvercles stagnants. Les planètes avec des régimes tectoniques épisodiques auront des couvercles de surface immobiles pendant des périodes géologiquement longues, jusqu'à ce qu'un changement dans les conditions d'équilibre soit précipité par l'affaiblissement de la lithosphère ou par l'augmentation des forces motrices du manteau. Lorsque cela se produit, le passage à la tectonique des plaques est généralement de nature catastrophique et peut impliquer la réapparition de la planète entière. Après un tel événement de resurfaçage (ou une période d'événements de resurfaçage), les conditions d'équilibre stagnant de la paupière sont retrouvées, ce qui donne une paupière immobile et quiescente[réf. nécessaire].

## Méthodes de prédiction des régimes géodynamiques des exoplanètes
Les exoplanètes ont été observées directement et détectées à distance, mais en raison de leur grande distance et de leur proximité avec des sources d'énergie aveuglantes (les étoiles autour desquelles elles orbitent), il existe peu de connaissances empiriques sur leur composition et leur régime géodynamique. Par conséquent, la majorité des informations et des conjectures émises à leur sujet proviennent de sources alternatives[réf. nécessaire].

### Analogues du système solaire
Il est généralement admis que toutes les planètes rocheuses du système solaire, à l'exception de la Terre, se trouvent dans le régime géodynamique du couvercle stagnant,. Mars et particulièrement Vénus présentent des traces d'événements de réapparition antérieurs, mais semblent aujourd'hui tectoniquement calmes, témoignant alors potentiellement d'un régime tectonique épisodique. Les inférences géodynamiques sur les planètes du système solaire ont été extrapolées aux exoplanètes afin de contraindre le type de régimes géodynamiques auxquels on peut s'attendre compte tenu d'un ensemble de critères physiques tels que le rayon planétaire, la présence d'eau de surface et l'insolation. En particulier, la planète Vénus a été intensément étudiée en raison de ses similitudes physiques générales avec la Terre, mais possédant pourtant un régime géodynamique complètement différent. Les explications proposées incluent un manque d'eau de surface, l'absence d'une géo-dynamo magnétique, ou une évacuation à grande échelle de la chaleur intérieure peu après la coalescence planétaire. 
Une autre source d’information sur le système solaire est l’histoire géologique de la planète Terre, qui a peut-être connu plusieurs épisodes de géodynamique stagnante au cours de son histoire. Ces périodes de stagnation du couvercle n'étaient pas nécessairement planétaires ; lorsque des supercontinents tels que le Gondwana existaient, leur présence a pu arrêter le mouvement des plaques sur de vastes étendues de la surface de la Terre jusqu'à ce que l'accumulation de chaleur du manteau sous la superplaque soit suffisante pour les briser.

### Observation des exoplanètes

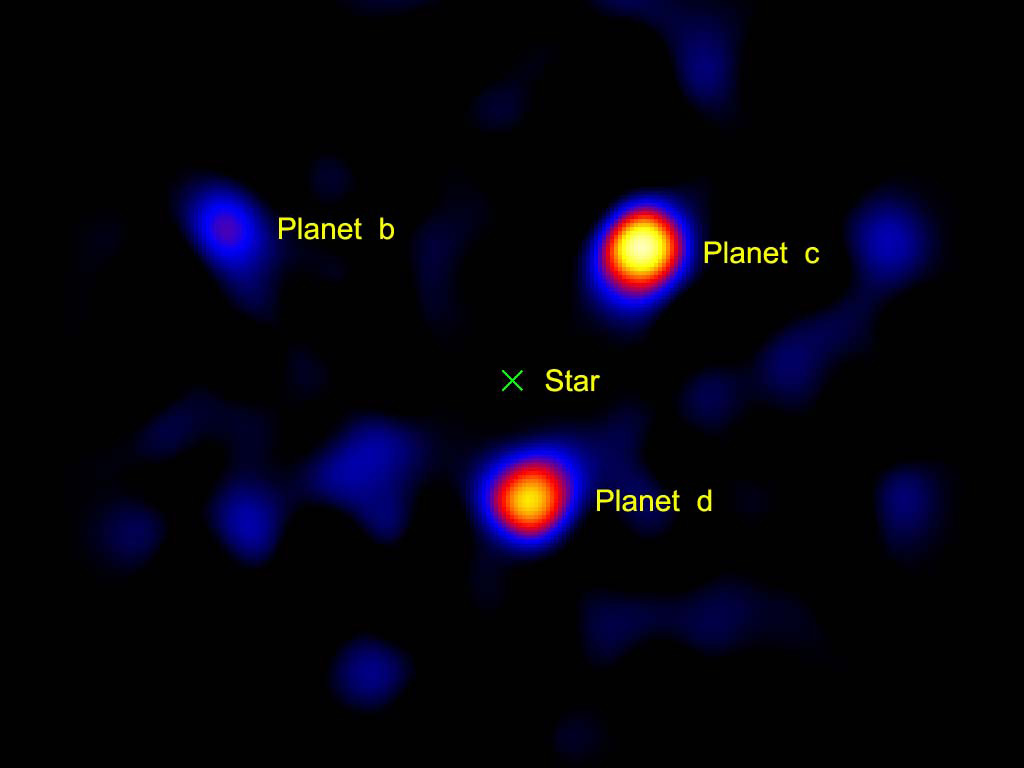
Trois exoplanètes identifiées autour de l'étoile HR8799, de la taille approximative du Soleil, ont été photographiées à travers un coronographe à vortex vectoriel sur une section de 1,5 m du télescope Hale.

Les méthodes d'observation indirectes et directes telles que la vitesse radiale et les coronographes peuvent donner des intervalles d'estimations des paramètres des exoplanètes tels que la masse, le rayon planétaire et le rayon/l'excentricité orbitale. Étant donné que la distance par rapport à l’étoile hôte et la taille de la planète sont généralement considérées comme influençant le régime géodynamique des exoplanètes, des conclusions peuvent être tirées de ces informations. Par exemple, une exoplanète suffisamment proche de son étoile hôte pour être verrouillée par les marées peut avoir des températures radicalement différentes du côté « sombre » et du côté « clair » et des régimes géodynamiques bipolaires[réf. nécessaire].
La spectroscopie a été utilisée pour caractériser les géantes gazeuses extrasolaires, mais n’a pas encore été utilisée sur les exoplanètes rocheuses. Cependant, la modélisation numérique a démontré que la spectroscopie pouvait détecter des niveaux de dioxyde de soufre atmosphérique aussi bas que 1 ppm ; la présence de dioxyde de soufre à cette concentration peut indiquer une planète sans eau de surface et avec un volcanisme 1 500 à 80 000 fois plus élevé que celui de la Terre.